# Норвок (Висконсин)
Норвок (енгл. Norwalk) град је у америчкој савезној држави Висконсин.

## Демографија
По попису из 2010. године број становника је 638, што је 15 (-2,3%) становника мање него 2000. године.
| Група             | 2000.       | 2010.       |
| Белци             | 440 (67,4%) | 403 (63,2%) |
| Афроамериканци    | 0 (0,0%)    | 0 (0,0%)    |
| Азијати           | 0 (0,0%)    | 7 (1,1%)    |
| Хиспаноамериканци | 209 (32,0%) | 224 (35,1%) |
| Укупно            | 653         | 638         |